# Île Brunette
Pour les articles homonymes, voir Brunette.
L'île Brunette (en anglais : Brunette Island) est une île située au sud de l'île de Terre-Neuve dans la baie Fortune.

## Géographie
L'île Brunette est située dans le golfe du Saint-Laurent, au milieu de la vaste baie Fortune. Elle s'élève au nord-est des îles françaises de Saint-Pierre-et-Miquelon.

## Histoire
Dès le début du XIXe siècle, l'île abrite une communauté de pêcheurs. Ils y demeurent jusqu'à ce qu'ils soient déplacés à la fin des années 1950 grâce au gouvernement. L'île Brunette devient ensuite une réserve faunique provinciale. 
En 1964, une tentative expérimentale d'introduction de bisons à Terre-Neuve a été faite en utilisant l'île Brunette comme site d'essai. Cette tentative n'a pas été couronnée de succès. Depuis que cette expérience a été menée, les biologistes de la faune ont continué d'utiliser l'île Brunette comme site d'observation de la faune et de reproduction pour le bison, le lièvre arctique, le caribou, le lagopède et l'orignal. À l'exception du bison, toutes les études sur les animaux et toutes les expériences menées sur l'île Brunette ont été couronnées de succès.